# Département d'Atreucó
Le département d'Atreucó est une des 22 subdivisions de la province de La Pampa, en Argentine. Son chef-lieu est la ville de Macachín.
Le département a une superficie de 3 580 km2. Sa population était de 10 134 habitants, selon le recensement de 2001 (source : INDEC).

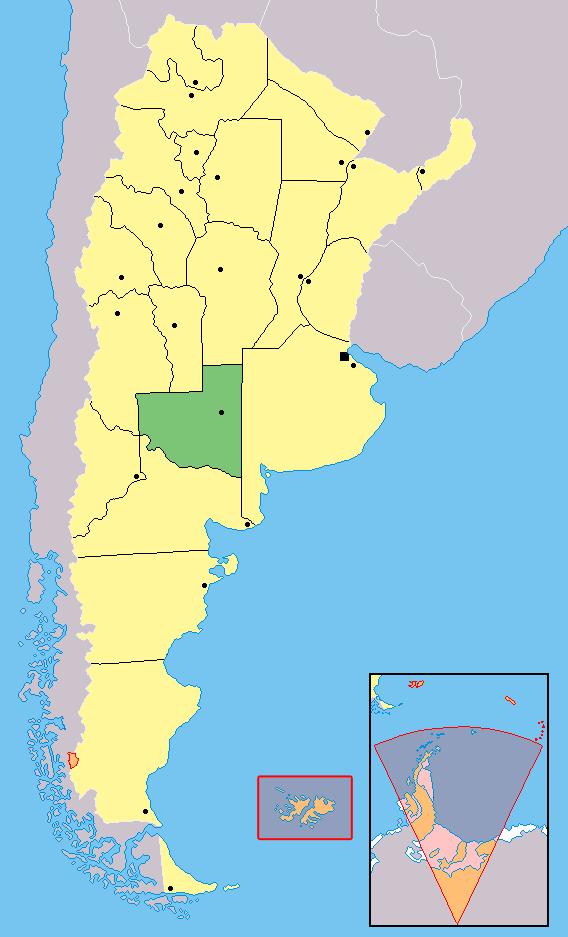
Localisation de la province de La Pampa en Argentine.

## Villes et localités
- Macachín, chef-lieu
- Tomás Manuel de Anchorena